# 斯帕爾 (佛羅里達州)
斯帕爾（英語：Sparr）是位於美國佛羅里達州馬里昂縣的一個非建制地區。該地的面積和人口皆未知。

## 地理
斯帕爾的座標為29°26′18″N 82°06′46″W / 29.43833°N 82.11278°W，而該地的平均海拔高度為28米（即92英尺）。